# تافتي مان
نورمان بيرترام فليتوود "توفتي" مان (28 ديسمبر 1920 - 31 يوليو 1952) كان لاعب كريكيت من جنوب أفريقيا شارك في 19 مباراة اختبارية بين عامي 1947 و1951.

تميز فليتوود بطوله ونحافته ونظاراته العريضة، وقد برع باعتباره ضاربًا من رتبة منخفضة في اليد اليمنى ولاعبًا بطيئًا في الذراع اليسرى. لعب في البداية لعبة الكريكيت من الدرجة الأولى لفريق ناتال في المواسم التي سبقت الحرب العالمية الثانية مباشرة وبعدها، ثم لعب لصالح المنطقة الشرقية من عام 1946 إلى عام 1947. ومع ذلك، فإن جزءًا كبيرًا من ظهوراته الـ 73 في الدرجة الأولى حدثت أثناء اللعب لجنوب إفريقيا، ولا سيما خلال جولات إلى إنجلترا في عامي 1947 و1951، وكذلك في سلسلة المباريات المحلية ضد إنجلترا وأستراليا.